# Lobus liberiae
Lobus liberiae là một loài ruồi trong họ Asilidae. Lobus liberiae được Martin miêu tả năm 1972. Loài này phân bố ở vùng nhiệt đới châu Phi.